# Карлинг
Вижте пояснителната страница за други значения на Карлинг.
Карлинг (на английски: carling) е морски термин, с който се обозначава един от конструкционните елементи на корабния набор – надлъжна, по продължение на палубата греда в кораб, която е основа за бимсовете и осигуряваща с останалите елементи на палубното покритие неговата здравина при напречни напрежения и общата устойчивост на кораба на огъване. Опори за карлинга са напречните прегради на корпуса, напречните комингси на люковете и пилерсите.